# リーネン
リーネン (ドイツ語: Lienen)は、ドイツ連邦共和国ノルトライン＝ヴェストファーレン州ミュンスター行政管区のシュタインフルト郡に属す町村（以下、本項では便宜上「町」と記述する）である。ミュンスターとオスナブリュックとの間、テックレンブルガー・ラントに位置している。

## 地理

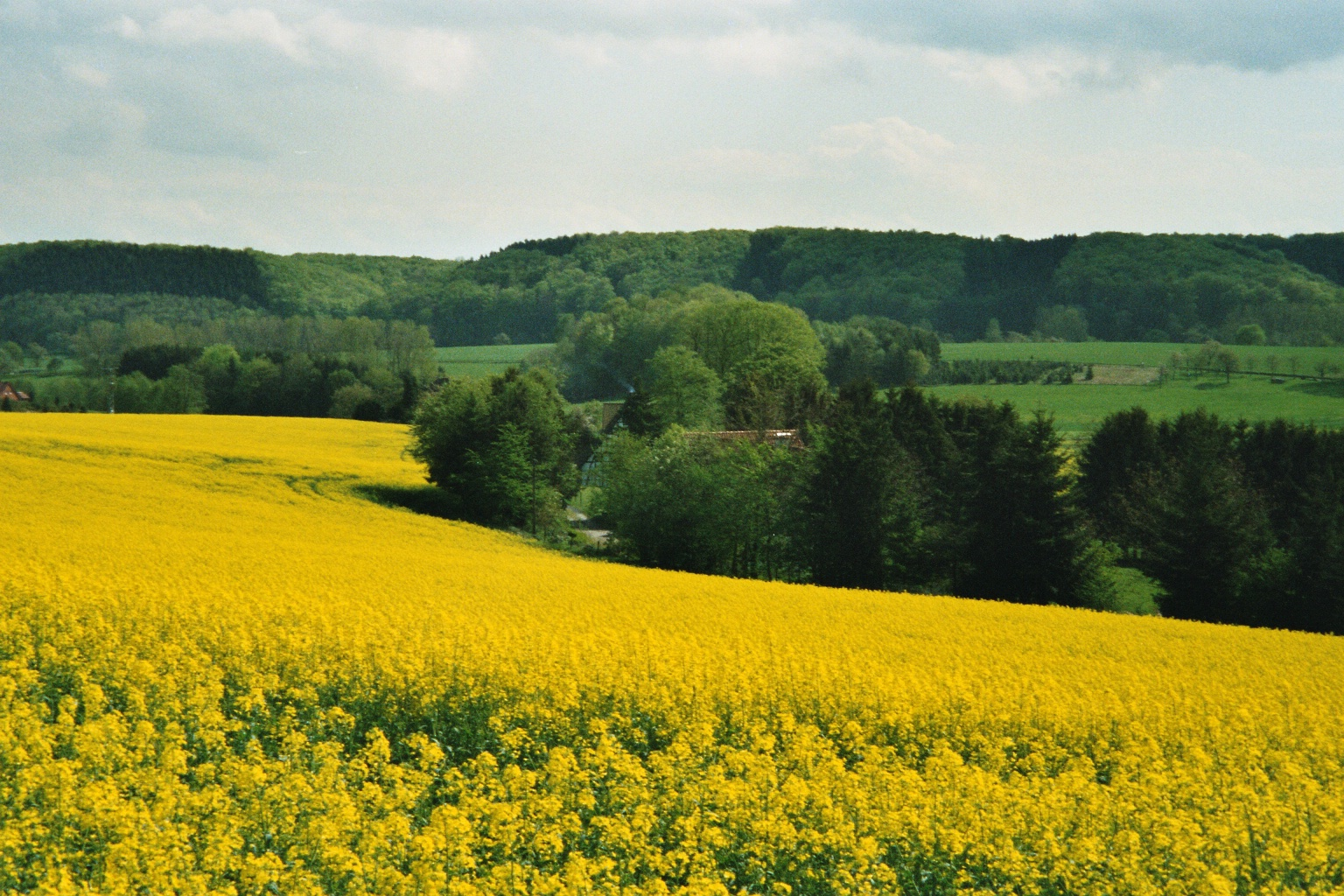
ホルパードルプの菜の花畑

リーネン北部には、TERRA.vita自然公園およびホルパードルパー・タール自然公園が広がっている。トイトブルクの森のヴェスターベッカー・ベルクは海抜 236 m のテックレンブルガー・ラントの最高地点で、ミュンスターラントクライゼ内の最高地点でもある。南西に向かってミュンスターレンダー・パルクラントシャフト（直訳: ミュンスターラントの公園風の地形）が広がる。ホルパードルフ集落へ向かう道路は蛇行しながら、アルドゥーパー・ベルクとリーネナー・ベルクとの間の高さ約 202 m のトイトブルクの森の尾根を越える。高さ 206 m のランゲンベルクは、わずかな部分がホルパードルプ集落にかかるだけで、大部分は隣のニーダーザクセン州バート・イーブルクの領域に含まれている。

### 隣接する市町村
ラドベルゲン、レンゲリヒ（ともにシュタインフルト郡）、ハーゲン・アム・トイトブルガー・ヴァルト、バート・イーブルク、グランドルフ（ニーダーザクセン州オスナブリュック郡）、オストベーヴェルン（ノルトライン＝ヴェストファーレン州ヴァーレンドルフ郡）

### 自治体の構成
リーネンは、リーネン地区およびカッテンフェネ地区の他、これに属さないトイトブルクの森の北側の集落ホルパードルプ、南側の集落ドルフバウアー、アルドルプ、ヴェスターベック、ヘステ、ホルツハウゼン、メッケルヴェーゲからなる。

## 歴史

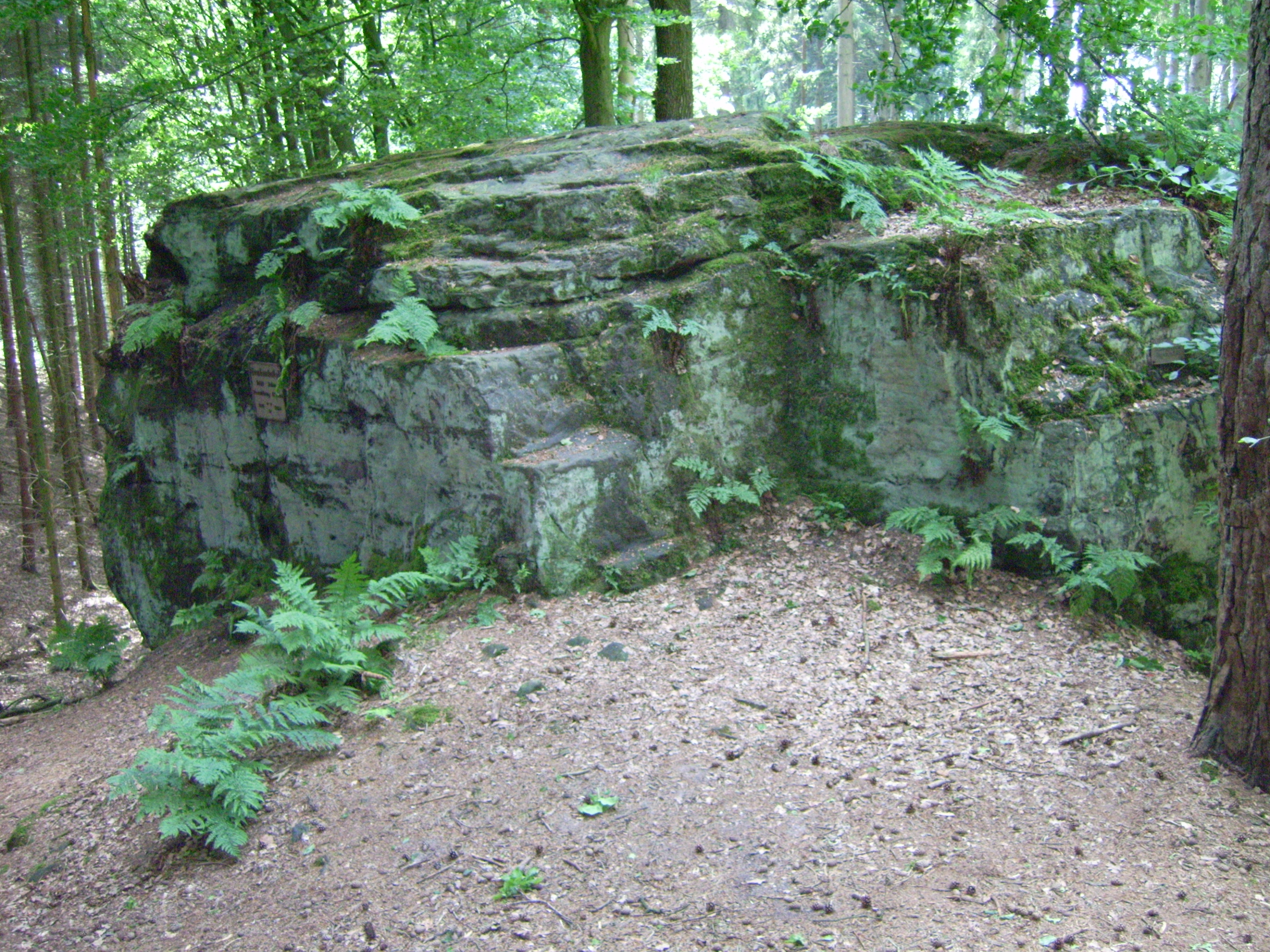
グラーフェンターフェル

この町は、1088年に Lina という表記で初めて文献に記録されている。Lina は、トイトブルクの森の「山の斜面の集落」あるいは「丘陵地の村」を意味する。
リーネン: 12世紀の表記は Lynon、「山腹」を意味する Lina に由来する。—ヘルマン・イェリングハウス、
この町は1965年に「リーネン境界設定1000周年」を祝った。その根拠は、ホルパードルパー・タール北西の境界石「グラーフェンターフェル」に関する965年の文献記録であった。
この町は20世紀になるまで農業が主体であった。17世紀から19世紀には農家の家内制手工業が農業収入を補っていた。
1832年から、ナポレオン時代の家内制手工業の衰退と人口過剰によって北アメリカへの移住が始まった。移住の波は産業革命の始まりによってやっと停止した。この頃、ヘステでの石灰工場の建設や鉄道開通により改善された交通技術的開発によって商工業上の刺激がもたらされた。1975年の郡の再編までリーネンはテックレンブルクを郡庁所在地とするテックレンブルク郡に属していた。

### 町村合併
1975年1月1日に、当時人口200人のレンゲリヒ市の一部地域がこの町に合併した。

## 行政

### 議会
リーネンの町議会は、26議席からなる。

### 首長
アルネ・シュトリーテルマイアー（無所属）は2015年10月21日の選挙で町長に選出された。

### 紋章
図柄: 銀地。銀のスイレンの葉が描かれた赤い三峰の山の上部に、水平に配置された2枚の赤いスイレンの葉。
古い印章や紋章が知られていないため、リーネンの紋章はプロイセンの王立文書館の提案で作成された。三峰の山は、周辺の丘陵地と Lienen が「山腹」を意味する言葉に由来することを象徴している。3枚のスイレンの葉は、テックレンブルク伯との歴史的な結びつきを示しており、テックレンブルク伯家の紋章から採られた。

### 姉妹都市
- セント・メアリーズ（英語版）（アメリカ合衆国、オハイオ州）
- ケルメ（リトアニア、シャウレイ郡）

## 文化と見所

### 公園
リーネンのドルフタイヒの畔に、2002年春、バールフースパルク（直訳: 裸足の公園）が設けられた。これは全長 2.5 km の周回路からなっている。リーネンのバールフースパルクのシーズンは4月1日に始まり、10月31日に終わる。満月の夜には、照明を持って散策するガイド付きツアーがある。
2004年/2005年に、ノルディックウォーキング＝パルク・テックレンブルガー・ラントが造営された。その道はテックレンブルガー・ラントを通っている。リーネン町内には、個人の体調に応じて4つのコースが用意されている。ノルディックウォーキング＝パルク・テックレンブルガー・ラントには、様々な負荷量の、合計 300 km にわたるルートがある。

### 自然文化財

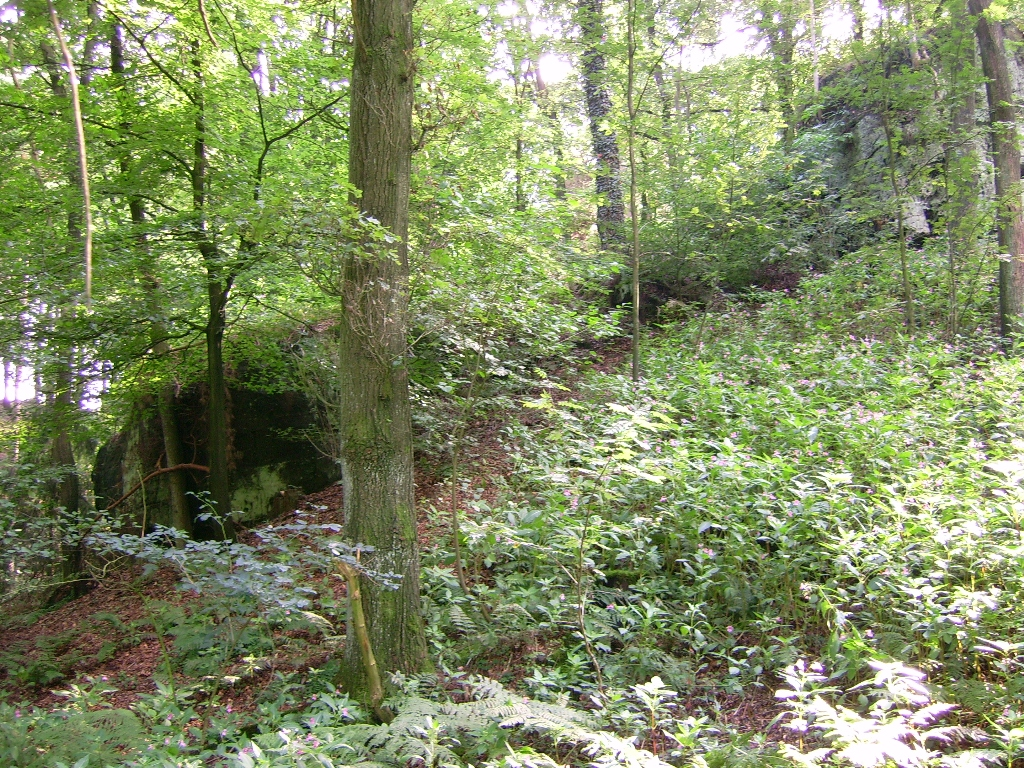
ドゥーヴェンシュタイネ

ホルパードルプのドゥーヴェンシュタイネ
ホルパードルパー・タールの北側に砂岩で形成された尾根がある。この砂岩は、いくつかの場所で露出し、そびえるような造形を作りだしている。その一つがドゥーヴェンシュタイネである。リーネンの郷土研究家によれば、この名前はおそらく初めは、古代の神事を行った聖域に中世後期に創られた石組みのことであった。しかしこの解釈を支持する手がかりはない。宗教改革までこの集落はキリスト教の集落パレードのステーションとして「ザンクト・ヨハネス・ラステン」（直訳: 聖ヨハネの休息所）と呼ばれており、その後「ドゥーヴェンシュタイネ」と改名されたのである。地名の由来には様々な説がある。

### スポーツ
- 馬術障害選手のトーニ・ハスマンとフェリックス・ハスマンは国際的に有名である。
- 2004年パラリンピック卓球の銅メダリスト、トルステン・グリュンケマイヤー

### 年中行事
毎年、「リーネン・イン・グリュン」、村祭りを兼ねた射撃祭、クリスマスマーケットが開催される。「リーネンの秋祭り」と「ヒマワリ市」は、年ごとに交互に行われる。リーネン消防団は不定期に「ボンバイロス・ショー＝ナイト」を開催している。早くも1950年には第1回「炎と水のレビュー」が開催されている。これは、よく知られた曲に合わせたカラー照明付きの噴水ショーである。この4日間にわたるイベントは、消防団員によって組織・運営されている。

### 行楽地
海抜 225 m のトイトブルクの森の南斜面に行楽地「マレパルトゥス」がある。19世紀の終わり頃にはすでに、ミュンスターラントの公園風の景観を一望できるこの小さな高原は、リーネン射撃祭の開催地となっていた。1910年頃に山歩きの休憩場所として丸太小屋が造られた。ここは、1920年代に「マレパルトゥス」と名付けられた。マレパルトゥスは、ライネッケ・フックスが自分の住処を「マレパルトゥス」と呼ぶ、ヨハン・ヴォルフガング・フォン・ゲーテによる寓話集「ライネッケ・フックス」に由来する。

## 経済と社会資本

### 交通

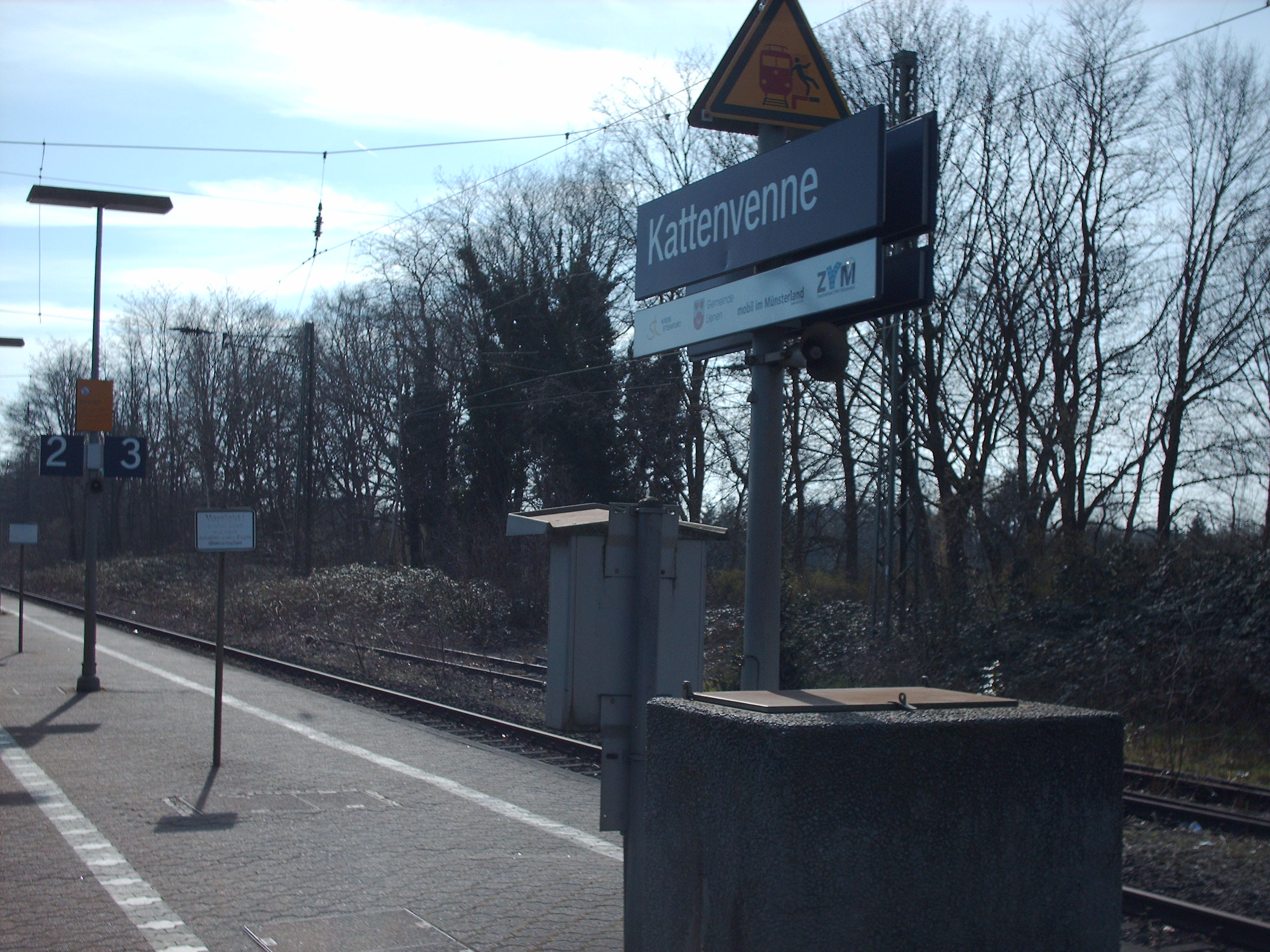
カッテンフェネ駅

リーネンは以下の広域自転車道に面している: 100城ルート、平和ルート、伝説ルート、歴史的都市中核部自転車道、トイト＝エムス越境ルート。
リーネンのカッテンフェネ地区には、レギオナルバーンが運行している鉄道ミュンスター - オスナブリュック線の駅がある。トイトブルガー・ヴァルト鉄道 (TWE) イベンビューレン - レンゲリヒ - ギュータースロー - ヘーフェルホーフ線がリーネンを通っている。この TWE の路線は、1901年から1968年までは旅客運行も行っていた。現在は、保存鉄道で観光列車のトイト＝エクスプレスがテックレンブルクおよびバート・イーブルクに運行している。

## 関連文献
- Adolf Hagedorn: Beiträge zur Geschichte der Gemeinde Lienen und des Kreises Tecklenburg 1700–1815. In: Heimatjahrbuch des Kreises Tecklenburg, 1925, S. 7–76.
- Friedrich Ernst Hunsche: Lienen am Teutoburger Wald. 1000 Jahre Gemarkung Lienen, hrsg. v. d. Gemeinde Lienen, Lienen 1965.
- Friedrich Ernst Hunsche: Auswanderer-Chronik der Gemeinde Lienen. Hrsg. v. d. Gemeinde Lienen, Lienen 1990.
- Friedrich Schmedt: Lienen in alten Ansichten. Bd. 1, Zaltbommel/NL 1978.
- Hanna Schmedt: Lienen in alten Ansichten. Bd. 2, Zaltbommel/NL 1998.
- Christof Spannhoff (Bearb.): Quellen und Beiträge zur Orts-, Familien- und Hofesgeschichte Lienens, Bd. I, Norderstedt 2007.
- Christof Spannhoff: 1609–2009. 400 Jahre Grenze zwischen Ostenfelde und Lienen. Norderstedt 2008.
- Christof Spannhoff (Bearb.): Quellen und Beiträge zur Orts-, Familien- und Hofesgeschichte Lienens, Bd. 2: Streifzüge durch die Geschichte Lienens. Ein historisches Lesebuch, Norderstedt 2011.
- Wilhelm Wilkens: Lienen. Die Geschichte seiner Häuser. Lienen 1993.
- Wilhelm Wilkens: Lienen. Das Dorf und seine Bauerschaften von der Sachsenzeit bis zur Gegenwart. Norderstedt 2004.

これらの文献は、翻訳元であるドイツ語版の参考文献として挙げられていたものであり、日本語版作成に際し直接参照してはおりません。

## 訳注
1. ↑  ミュンスター、ボルケン郡（ドイツ語版、英語版）、コースフェルト郡、シュタインフルト郡、ヴァーレンドルフ郡の総称